# Synode de Markabta
Le synode de Markabta, réuni en 424 par l'Église de l'Orient dirigée par le catholicos Mar Dadisho Ier, proclame l’autonomie du Catholicosat de Séleucie-Ctésiphon à l'égard du patriarche d'Antioche. 
Cette décision avait des raisons politiques (rompre hiérarchiquement avec l'Église d'Antioche était un gage de loyalisme vis-à-vis de la Perse), sans dimension doctrinale ; mais l'Église de l'Orient ne participa ni au concile d'Éphèse (431), ni au concile de Chalcédoine (451), et n'assuma pas leurs décisions.
En 484, elle adhère à l'enseignement théologique de Théodore de Mopsueste.
Outre Dadisho, les trente-six participants étaient: Agapeta, évêque de Beit Lapat, Hosa, évêque de Nisibe, Zabda, évêque de Prat, Daniyel, évêque d'Arbil, Aqbalaha, évêque de Karka Beit Selûk, Yazdad, évêque de Rew-Ardasir, Milis, évêque de Qardo, Abdiso, évêque de Sostera, Daniyel, évêque d'Arzon, Sem‘on, évêque de Hirta des Arabes, Abraham, évêque de Rima, Yohanan, évêque de Nhargor, Narsa, évêque de Karka, Narsa, évêque de Ra(dan)i, Mari, évêque de Kaskar, Bata, évêque de Lasom, Yausep, évêque de Harbgelal, Yohanan, évêque d'Austan Arzon, Milis, évêque de Sostera, Barsaba, évêque de Marw, Yazdwi, évêque de Haryo, Aprid, évêque de Segistan, Dawid, évêque de Abrasahar, Domat, évêque de Sawita dGorgan, Dawid, évêque de Rai, Adai, évêque de outer Ariwan, Sasar, évêque de Beit Daraye, Atiq, évêque de Beit Moksaye, Artasahar, évêque d'Armenia, Qiris, évêque de Dasen, Mara, évêque de Beit Bagas, Aprahat, évêque d'Isfahan, Ar daq, évêque de Maskna de Qurad, Yazdwi, évêque de Istahar, Yohanan, évêque de Mazon, et Hatta, évêque de la captivité de Balaspar.
Ce synode s'est réuni indépendamment de toute autorisé religieuse extérieure et aucun évêque « occidental » n'y a participé. Il est donc considéré comme le point de départ de l'indépendance de l'Église de l'Orient vis-à-vis d'Édesse et d'Antioche et le prélude au futur schisme inhérent au Concile d'Éphèse.